# Teletrece
Teletrece (también conocido en los medios escritos como Tele13 o T13) es un noticiero chileno producido y emitido por Canal 13, en emisión ininterrumpida en televisión desde el 1 de marzo de 1970, lo que lo convierte en el informativo más longevo de televisión en ese país. Junto con los informativos emitidos por Canal 13, Teletrece también posee una segunda señal vía streaming, T13 En Vivo, y una estación de radio, Tele13 Radio.
Inició sus transmisiones vía Internet el 19 de mayo de 2008 como Tele13 Online, las que finalizaron el 6 de enero de 2011. Cinco años más tarde, el 26 de abril de 2016, es relanzado nuevamente como T13 Móvil y en 2021 pasa a denominarse T13 en vivo, es emitido vía streaming por YouTube.
Destacado como un medio de oposición durante el gobierno de Salvador Allende y la dictadura de Augusto Pinochet, ha sido premiado por el Consejo Nacional de Televisión de Chile como el mejor programa periodístico del país en 1988.

## Historia

### Orígenes

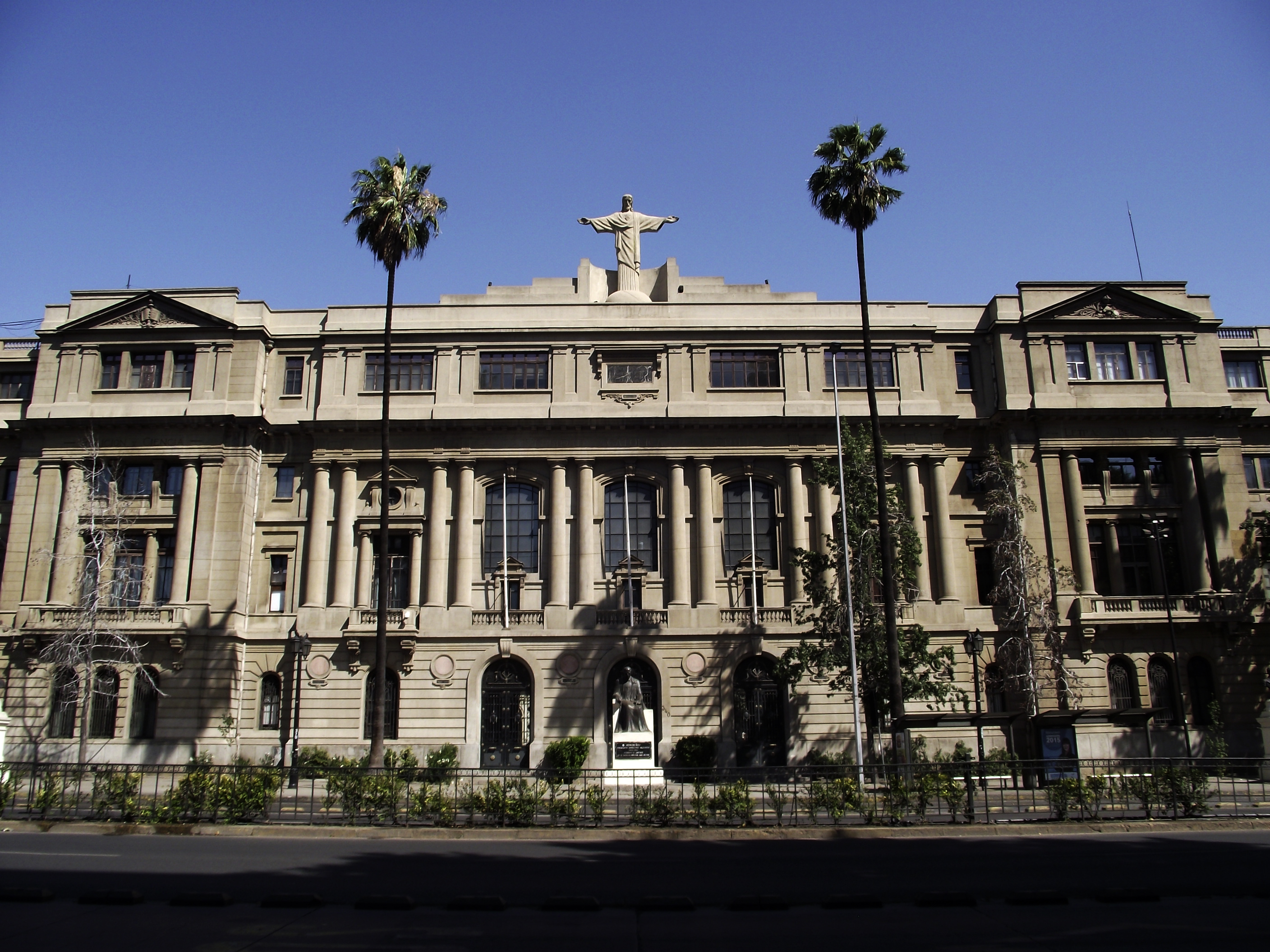
Los primeros estudios de Canal 13 estaban ubicados junto a la Casa Central de la Universidad Católica de Chile, por calle Lira. Desde sus orígenes hasta 1983, Teletrece era emitido desde dicho lugar.

La primera época de Teletrece se caracteriza por la inestabilidad de sus espacios informativos, fruto de los problemas sociales y económicos de la época. El noticiario nace el domingo 1 de marzo de 1970, sucediendo a los noticiarios El repórter Esso (1964-1968) y Martini al instante (1968-1970). Se origina luego que el conductor de este último, César Antonio Santis, se incorporara junto al Martini... a la recién creada Televisión Nacional de Chile, dejando a Canal 13 sin un noticiario central. El estreno de Teletrece fue precedido de una intensa campaña publicitaria por la prensa y el canal, que incluyó dejar a su conductor inicial, el locutor Pepe Abad, en un escritorio en la Alameda en Santiago, frente a la Casa Central de la Universidad Católica de Chile, donde se encontraban los estudios del canal. Abad había conducido El repórter Esso anteriormente, y antes de volver a Canal 13 se encontraba leyendo el noticiario El continental del Canal 9 de la Universidad de Chile.
Los inicios del nuevo noticiario están inmersos dentro de lo que es el gobierno de Salvador Allende, donde Teletrece destacará por su abierta oposición a este en medio de la gran efervescencia social y polarización que ocurría en el país. En sus inicios, la postura del canal será criticada por Federación de Estudiantes de la Universidad Católica de Chile, quienes acusaran al canal de poco objetivo y falto de pluralismo.
El periodista Leonardo Cáceres Castro, director de prensa, y su equipo, crearon una serie de noticiarios menores para hacer frente al cúmulo de noticias que se fueron generando, además de estar enfocados hacia distinto público, como las mujeres, la familia o los jóvenes. Todos estos se destacaron por usar el prefijo "Tele":
- Teletarde, a las 14:00, conducido por la actriz Mirella Latorre y el locutor Julio Pérez, enfocado hacia temas femeninos.[4] Era conocido como "el Mirello".[2]
- Telenoche, a las 19:45, conducido por los periodistas Rose Marie Graepp y Pepe Guixé, junto al locutor Javier Miranda.[4] Comenzó sus emisiones el 8 de abril de 1969[5] y se realizaba en un set que emulaba una sala de estar[2] y trataba temas ciudadanos y notas periodísticas en la calle.[6] Tenía una introducción musical compuesta por Willy Bascuñán.[2]
- Teletrece, a las 22:00, conducido por el locutor Pepe Abad y con las participaciones de Pepe Guixé y Freddy Hube.[4][7]
- Telecierre, a las 23:30, conducido por el locutor Freddy Hube.[4][8]

A lo anterior se agregaban cápsulas de 5 minutos durante varios momentos de la programación, debido a la gran cantidad de informaciones que se producían a raíz de los hechos ya mencionados; y el programa de entrevistas Pasado Meridiano, que iba después de Teletarde, conducido por las periodistas María Luz Marmentini y Raquel Correa. Los días domingo, Miranda leía un resumen de noticias de la semana en Perfil Noticioso de la Semana a las 14.00.
Desde su inicial duración de 30 minutos cada noche, Teletrece llegará a extenderse hasta alcanzar una hora y media de duración en su edición central, debido al cúmulo de noticias que ocurría en el país hacia 1973. La audiencia de la época se inclinó hacia los noticiarios de Canal 13, en desmedro de Noticiero de Televisión Nacional, de cargada tendencia pro-allendista; y de TeleU y Nuevediario de los Canales 6 y 9 de la Corporación de Televisión de la Universidad de Chile, del cual, el último de estos, estaba tomado por trabajadores que apoyaban al gobierno. En el período mencionado, adquieren notoriedad los comentaristas de deportes (Julio Martínez y Hernán Solís), política y crónica (Juan Gana), internacional (José María Navasal), economía (Tito Mundt) y artes (Nemesio Antúnez), todo ello en la edición central. A su vez, se suman los comentarios religiosos del sacerdote Raúl Hasbún en Teletarde y Teletrece, que también era el director ejecutivo del canal, y de Enrique Cueto en Telecierre. En 1971, Latorre abandona Teletarde y es reemplazada por Gina Zuanic; y Graepp es reemplazada por Virginia Escobedo, y luego por la periodista María Teresa Serrano.
Por entonces, comienzan a destacar los jóvenes periodistas Julio López Blanco, Claudio Sánchez, Jaime Vargas, Pedro Pavlovic, Pablo Honorato y Hernán Olguín. Sánchez se hace famoso con la nota realizada sobre el Golpe de Estado que derroca a Allende el 11 de septiembre de 1973, la cual da la vuelta al mundo. Ese día, solo Canal 13 posee permiso para seguir transmitiendo, y utiliza la señal de Televisión Nacional, que llegaba prácticamente a todo Chile para mostrar en Teletrece, un especial de prensa con los restos de la casa de Allende en Avenida Tomás Moro, bombardeada junto con el Palacio de la Moneda y pertenencias comprometedoras del presidente.
El Ejército de Chile, horas después del bombardeo a la Casa presidencial de Tomás Moro, retiene en su domicilio a Don Francisco y le solicita ser el presentador de dicho especial, para entregar una "credibilidad" al derrocamiento de Allende. Los militares estaban en conocimiento de que él poseía una cámara, equipos de audio y un videotape personal para realizar la grabación de esta, sin previo consentimiento del canal. Mario Kreutzberger se niega a presentar el especial por ser un rostro ajeno al departamento de prensa, no tener el conocimiento de cómo se realizó el ataque; ni estar vinculado políticamente antes o durante el Golpe de Estado y arriesgar su figura pública en lo laboral. Finalmente, llega a un acuerdo con el Ejército, para que sólo esté a cargo de la grabación y el entonces Brigadier Miguel Krassnoff que comandaba el ataque a la residencia, presente el especial de prensa, el que fue emitido sin editar y le permitiera ser conocido públicamente por primera vez.
Iniciado la dictadura militar, la sintonía de Teletrece se mantuvo frente a la renovación de Televisión Nacional y la inclusión de su nuevo noticiario Telediario (que anteriormente había sido emitido entre 1969 y 1970). Este es adelantado a las 21.30 horas.
En diciembre de 1973, termina Telenoche, que era conducido por Guillermo Parada y por Guixé y "La Coneja" Serrano, luego de la partida de estos dos últimos a conducir el programa Estudio Abierto en Televisión Nacional; y Parada pasa a conducir Teletrece. En reemplazo de Telenoche, el 1 de enero de 1974 nace 24 Horas, con la conducción del periodista Julio López Blanco. Utilizando coloridos automóviles Chevrolet Impala y Ford Falcon, el equipo de prensa se trasladaba tras los hechos noticiosos, muy similar a lo realizado en Telenoche. Sin embargo, este termina por ser muy caro de mantener para la estación, por lo que es terminado en abril del mismo año y reemplazado, en horario de mediodía, por el programa de conversación Almorzando en el trece, más barato de realizar.
En abril de 1975, Canal 13 responde ante la pomposa irrupción de 60 minutos de Televisión Nacional, cuyo conductor era López Blanco, y vuelve a traer a César Antonio Santis para conducir el Nuevo Teletrece.

### Consolidación
Para finales de la década de 1970, Teletrece era el noticiario con mayor credibilidad en la televisión chilena, destacando la figura de César Antonio Santis junto a la de Javier Miranda, que comienza a conducir la edición central durante los fines de semana desde marzo de 1978, y los comentaristas de la época, entre los que se destacaba el periodista Bernardo de la Maza, quien realizaba los comentarios de análisis internacional. Hacia 1984, el noticiero lograba acaparar un gran porcentaje de la audiencia frente a 60 minutos de TVN, criticado por los opositores de la dictadura militar de Augusto Pinochet de parcial y de falto de credibilidad, así como la prensa escrita de la época (tanto diarios y revistas) completamente adeptos al gobierno. A su vez, además de recibir constantes amenazas, los medios opositores (entre ellos Radio Cooperativa, el diario Fortín Mapocho y las revistas Hoy, Apsi, Análisis y Cauce) eran percibidos como "militantes" y "radicales" entre los detractores moderados. Esto provocó, al iniciar la transición a la democracia una situación única en el mundo, en la cual la televisión era vista como el único medio de comunicación independiente y creíble antes de la aparición de Internet, en 1995 y el arribo de Publimetro a Chile, en febrero de 2000.[cita requerida]
En abril de 1978, se realiza una de las primeras emisiones en color de la televisión chilena en los estudios de Teletrece. Sin contar las notas periodísticas, el programa es íntegramente realizado según la norma NTSC, luego que el gobierno eliminara a los televisores a color de la lista de mercancías de importación prohibidas. Además, desde el año anterior comienza a utilizarse el chroma key que mostraba un «still» (rectángulo gráfico que ayudaba a contextualizar la noticia).
En mayo de 1981 vuelve a salir al aire Telenoche, con el periodista Jorge Díaz Saenger, a las 23:30, y en septiembre del mismo año comienza a emitirse Teletarde, con la periodista Cecilia Serrano, a las 14:30; ambos tenían una duración inicial de 20 minutos, y luego de media hora (desde abril de 1990), y eran realizados desde la sala de redacción del canal, mientras que Teletrece era realizado desde un estudio con espacio para el conductor y los comentaristas, entre los que contaban a:
- Deportes: Julio Martínez, Raúl Prado Cavada y Alberto Fouillioux
- Análisis Internacional: José María Navasal, Alejandro Magnet, Juan Ramón Silva, Bernardo de la Maza,[nota 2] Karin Ebensperger,[nota 3] Julio Prado Donoso y Sonia Jankelevich,
- Comentario Religioso: Raúl Hasbún y Luis Eugenio Silva
- Economía: Manuel Salgado Inzunza
- Espectáculos: Marina de Navasal y María Inés Sáez
- Informe del tiempo: Gabriela Velasco,[nota 4] Gina Zuanic, Carmen Jaureguiberry, Jeannette Frazier y Loreto Delpín.

El 14 de mayo de 1983, César Antonio Santis da la despedida a los estudios del canal ubicados en calle Lira 46, junto a la Casa Central de la Universidad Católica de Chile, luego de la construcción del nuevo Centro de Televisión de Canal 13.
En enero de 1988, Santis emigra nuevamente a Televisión Nacional para conducir su nuevo informativo central TVNoticias y el programa Porque hoy es sábado, siendo reemplazado por Javier Miranda, en la edición central de lunes a viernes, y este por el locutor Augusto Gatica, los fines de semana. Por aquel entonces, se destaca la incorporación de sonido estereofónico en la edición central. En 1988, Teletrece recibe el premio al mejor programa periodístico por parte del Consejo Nacional de Televisión de Chile.
A fines de la década de 1980, la credibilidad de Televisión Nacional era prácticamente nula, por lo que en enero de 1990 se le ofrece a Bernardo de la Maza dirigir el departamento de prensa y crear un nuevo noticiario y recuperar las audiencias pérdidas. El resultado fue 24 Horas, para lo cual llamó a la conducción a Cecilia Serrano, que abandona Teletarde en agosto de 1990 y es reemplazada por la locutora y periodista Jeannette Frazier, que leía el informe del tiempo en Teletrece. Durante los siguientes años, comenzaría lentamente a quitarle audiencia a Teletrece, consolidando al equipo del canal estatal.
En septiembre de 1991, Augusto Gatica deja Teletrece para seguir como locutor de continuidad de Canal 13, siendo reemplazado por el periodista Jorge Díaz en la edición central del fin de semana, y este último por la comunicadora Loreto Delpín en Telenoche. A partir de marzo de 1992, las tres ediciones del noticiero comienzan a ser realizadas desde la sala de prensa, se acorta gradualmente el espacio para los comentaristas, apareciendo pocos minutos al aire y de forma fija en ciertos días de la semana, llega Eduardo Riveros a hacerse cargo de Teletarde y al final de cada edición de Teletrece se empieza a transmitir el microprograma El Tiempo, en reemplazo del espacio que se daba durante el noticiero para el informe del tiempo. Jorge Díaz continúa en la conducción y edición periodística de Telenoche y se alterna con Eduardo Riveros para conducir la edición de fin de semana de Teletrece a partir de abril de 1992 hasta agosto de 1999.
Una de las entrevistas más polémicas de la época es emitida por Teletrece el 30 de mayo de 1995, cuando el periodista Pablo Honorato entrevista en vivo al general en retiro Manuel Contreras, quien se encontraba refugiado en su fundo en la comuna de Fresia, luego que se le imputara por ser el autor intelectual del atentado en contra del excanciller Orlando Letelier en Washington D.C. En la entrevista, Contreras se mostró irascible y reaccionario en contra de los dictámenes de la Corte Suprema chilena.
El sábado 28 de diciembre de 1996, José María Navasal realiza su último comentario internacional antes de su retiro definitivo de la televisión. 
El día lunes 8 de junio de 1998 sale al aire a las 7 de la mañana, el noticiario matinal Teletrece, Primera Hora, con la conducción de Eduardo Riveros, manteniéndose durante las transmisiones de la Copa Mundial de Fútbol de 1998. Posteriormente, el día lunes 18 de enero de 1999 sale al aire el noticiario Teletrece AM, con la conducción del periodista Ramón Ulloa.

#### TelecincoyHora de Noticias
En Concepción existió Telecinco, informativo local que se transmitía de lunes a domingo de 20:30 a 21:30. Es decir, reemplazaba la emisión de Teletrece emitiendo sólo algunas notas elaboradas desde Santiago dentro del informativo, que eran recibidas vía microondas y cuyo nombre provenía de Canal 5 (frecuencia de Canal 13 en dicha ciudad). Comenzó en febrero de 1973 y terminó el 13 de noviembre de 1996. Hasta en ese momento, era el noticiero más importante que se ha transmitido fuera de Santiago, ya que su competencia más cercana, TVN, emitía noticiarios regionales, pero de menor duración y con contenido más resumido. Mientras tanto que en las ciudades de Arica, Iquique y Antofagasta, hasta donde llegaba la señal de Canal 13 a través de un convenio de programación con la Red de Televisión de la Universidad del Norte (después Telenorte), se emitía Hora de Noticias, de características similares a Telecinco.

#### Encuentro Noticioso
En 1995, es inaugurada la señal internacional de Canal 13, cubriendo vía satélite todo el territorio americano. Para este nuevo canal, se crea el noticiario Encuentro Noticioso, conducido por la periodista Karin Ebensperger. Posteriormente, también se emite en la Señal 3 de Canal 13; hasta septiembre de 1999.

### ElCentro de Noticiasy la crisis del departamento de prensa (1999-2002)
Luego del fallecimiento del director ejecutivo Eleodoro Rodríguez Matte en julio de 1998, Canal 13 sufre una serie de transformaciones radicales luego del nombramiento de Rodrigo Jordan en su reemplazo. Es nombrada la periodista Mercedes Ducci como nueva directora de Programas Informativos y se decide reformular completamente a este: entre las decisiones se toma la de despedir a Javier Miranda y crear el Centro de Noticias el domingo 26 de septiembre de 1999, que resultó un fracaso. El noticiario central era conducido ahora por Jorge Díaz, junto a la periodista Carolina Jiménez, mientras los fines de semana este estaba a cargo de los periodistas Rodolfo Paredes y Silvia Carrasco. Por entonces, comienzan a tomar notoriedad en la conducción, los periodistas Antonio Quinteros y Macarena Puigrredón, esta última, corresponsal en Europa del canal desde 1991. A su vez, el Almorzando en el Trece, que desde abril de 1994 solo se emitía durante los fines de semana, finaliza el domingo 19 de diciembre de 1999. Su horario lo tomaría las ediciones de Teletarde, que por primera vez comienza a transmitirse durante el fin de semana, a partir del sábado 19 de agosto de 2000.
El 30 de marzo de 2001, Jorge Díaz asume como Editor General de Prensa, momentos en los que Teletrece apenas lograba la mitad de la audiencia que su competencia 24 Horas. Luego de un breve período como director interino del departamento de prensa, finalmente el 30 de abril de 2002, Díaz renuncia y el Centro de Noticias termina abruptamente.

### Renovaciones y nuevo auge
Con el Centro de Noticias a punto de terminar, Carolina Jiménez se encontraba sola leyendo Teletrece tras la salida de Jorge Díaz. Sin embargo, con Nicolás Vergara, Mauricio Hofmann, Antonio Quinteros y Christian Fuenzalida a la cabeza de un comité editorial de prensa, los servicios informativos del canal sufren varios cambios. Primero, Hofmann se hace cargo de Teletrece; Macarena Puigrredón de Teletarde, desde el 1 de abril de ese año; Quinteros en Telenoche y los fines de semana, Eduardo Riveros en Teletarde y Teletrece. Jiménez no es contemplada en la reformulación, y renuncia al canal.
El 6 de enero de 2005 se producen nuevos cambios en el área de prensa de Canal 13, asumiendo Pilar Bernstein, antigua editora general de prensa de Televisión Nacional, como nueva jefa del departamento de prensa; resolviendo la creación de 2 espacios informativos en la mañana: Infórmate en un 3×3 y En boca de todos, desapareciendo Teletrece AM. A su vez, Ramón Ulloa acompaña a Puigrredón en Teletarde; Soledad Onetto comienza a conducir Telenoche; Quinteros conduce Teletarde los fines de semana y, el cambio más importante, Hofmann es acompañado en la conducción del noticiario central por la periodista Constanza Santa María, que trabajaba como corresponsal en Europa, y toma la presentación del espacio Reporteros dentro de Teletrece.
El 9 de noviembre de 2005, este noticiario es el primer programa chileno (descartando los debates presidenciales de 2005 y los discursos del 11 y 12 de marzo y del 21 de mayo) en incorporar el sistema de subtítulos ocultos Closed Caption ("CC"). Además lo hace para el programa Teletarde.
El 15 de mayo de 2006 se incorpora el espacio 6PM como noticiario vespertino, conducido por Soledad Onetto, y orientado al público de clase media y joven. Por este cambio, la periodista Matilde Burgos asume la conducción de Telenoche. 6PM es retirado del aire el 16 de febrero de 2007.
En marzo de 2007, Santa María abandona el espacio Reporteros de Teletrece y toma la conducción de Telenoche, mientras Onetto acompaña a Ulloa en Teletarde. El 19 de marzo de 2007, sale al aire Teletrece Europa, con la conducción de Matilde Burgos, y que tenía la particularidad de que se emitía semanalmente sólo a través de Internet.
En agosto de 2008, Ulloa recibe una oferta del canal CNN Chile, por lo que deja la conducción de Teletarde y Onetto siguió en la conducción del noticiario sin compañía. Durante ese mismo año, Macarena Puigrredón lidera la conducción de Tele13 Online, la puesta en escena del noticiario en la web como canal en línea.

### Crisis de 2009

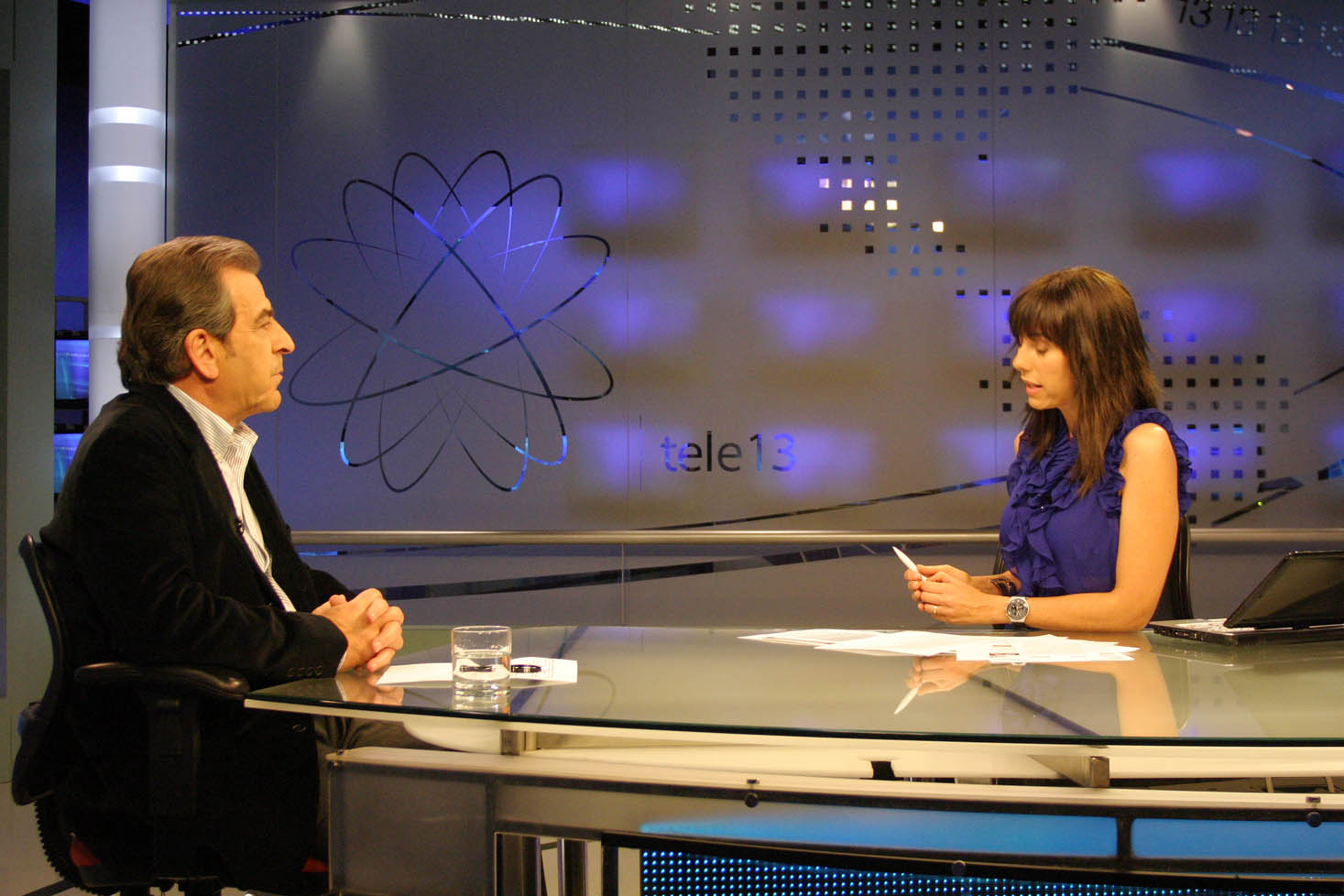
Desde la reformulación de 2009, Telenoche se caracterizó por entrevistas a distintos personajes del acontecer noticioso. En la imagen, Macarena Puigrredón entrevista a Eduardo Frei, entonces candidato presidencial, durante una de sus emisiones.

El viernes 20 de febrero de 2009, Mauricio Hofmann se despide de Teletrece, por lo que el noticiario sufre una reformulación general. Soledad Onetto e Iván Valenzuela pasan a Teletrece, Carolina Urrejola a Teletarde y Daniel Matamala siguió en Telenoche, donde debutó el lunes 3 de marzo de 2008. Macarena Puigrredón se hace cargo de Teletrece durante los fines de semana, en reemplazo de Eduardo Riveros Behnke, quien pasa a conducir Teletarde los fines de semana por medio, alternándose con los periodistas Loreto Álvarez Lobo y Álvaro Paci Cornejo. Desde el lunes 16 de marzo de ese año, el noticiario central, incluye un pequeño editorial periodístico sobre la noticia más importante del día, el que fue eliminado a mediados de año, y que buscó colocar una impronta valórica al noticiario.
Sin embargo, la reformulación llevó al noticiario a posicionarse en cuarto lugar de sintonía, todo dentro de una crisis que atravesó el canal. El domingo 23 de agosto del mismo año, Eduardo Riveros se despidió de la conducción de Teletarde de fin de semana, molesto por su relevo a una edición pequeña de fines de semana.

### Década de 2010
El 6 de septiembre de 2010, con la llegada del nuevo director de prensa Jorge Cabezas (anteriormente en TVN), se cambian las gráficas del noticiario y se resuelve la renovación de Teletrece a la hora (boletines informativos), los cuales pasan a emitirse cada una hora. El lunes 3 de enero de 2011, se resuelve el regreso del noticiario matinal Teletrece AM en reemplazo de En boca de todos. Además, buscando reforzar la marca Teletrece, los noticiarios Teletarde y Telenoche pasan a llamarse Teletrece Tarde y Teletrece Noche, respectivamente.
El 1 de marzo de 2011, Soledad Onetto anuncia a través de una entrevista en el diario La Segunda que abandona Canal 13. Según detalla, Canal 13 no habría respetado su contrato. A su vez, el 9 de diciembre del mismo año, el director de prensa Jorge Cabezas es despedido luego que, según el presidente del directorio del canal René Cortázar, "no cumplió con las metas" establecidas cuando asumió el cargo, en agosto de 2010.
El miércoles 2 de mayo de 2012 asumieron como nuevos conductores de Teletrece, los periodistas Monserrat Álvarez y Ramón Ulloa, luego que este último volviera a la estación tras trabajar en CNN Chile. Así mismo, Constanza Santa María pasa a ser la conductora de Teletrece AM junto a Polo Ramírez y por último, Iván Valenzuela se retira del noticiario central para enfocarse en nuevos proyectos, tanto en Canal 13 como en 13C. En octubre de 2013, vuelve para reemplazar y, posteriormente, acompañar a Carolina Urrejola en Teletrece Tarde.
Además, 13C emite de lunes a viernes a las 19:30 Teletrece C (antes llamado Teletrece Cable), conducido por Antonio Quinteros, anteriormente conducido por Mauricio Hofmann, quien volvió a la estación televisiva tras cuatro años de ausencia y la abandonó, seis meses después. Tras una serie de pruebas hechas con imágenes emitidas en zonas extremas de Chile (como Arica y Punta Arenas), más otras ciudades como Concepción, Temuco y Antofagasta, entre 1995 y 2000 tanto en contactos en vivo, como en notas previamente grabadas en imagen digital comprimida o banda ancha (en formatos como Skype), Teletrece se transforma a partir de octubre de 2009 en el primer noticiario emitido en HD en su señal abierta. En octubre de 2014 13C decide sacar del aire a T13C y dejarlo en transmisión conjunta con Teletrece.
Esta «sobredependencia», ha sido cuestionada en los últimos años debido al énfasis puesto (especialmente por Meganoticias y Chilevisión noticias) en la crónica roja, el fútbol y la "prensa rosa", temas a los que alegadamente se ha acercado el informativo tras su venta a Luksic en septiembre de 2010.[cita requerida]

### Década de 2020
En diciembre de 2019, deja de emitirse Teletrece noche, debido a la crisis social de entonces. Sin embargo, por medio de comerciales oficiales,[cita requerida] se anunció que dicha edición regresará el 1 de febrero de 2021.
El 20 de marzo de 2021, T13 Ciudadanos y T13 a la hora son reemplazados por un nuevo espacio llamado Sin despertador, emitido desde las 8:45 AM.
Desde el 1 de marzo de 2021, el programa 3x3 sufre una reestructuración, por lo que pasa a formar parte del informativo Teletrece, siendo una edición más del espacio e incorporando las mismas gráficas que las otras ediciones de este informativo. Por lo que pasa a llamarse Teletrece 3x3 o T13 3x3, sin embargo sigue siendo conocido como 3x3 y sigue siendo emitido de lunes a viernes de 6:00 a 6:30 hrs en horario AM.
El 11 de abril de 2022 Teletrece (mediante su canal de YouTube) anunció una nueva reestructuración, con un nuevo formato y un estudio, la que finalmente fue estrenada el 2 de mayo de 2022.

Logotipo del noticiero entre 2022 y 2025.

El 15 de abril de 2025 Teletrece y el 13 anunció una nueva reestructuración y nuevo logotipo, con un nuevo formato, la que finalmente fue estrenada el 17 de julio de 2025.

## Línea editorial
Hasta el fin de la participación de la PUC en la administración del canal, y muy especialmente tras la crisis de la Iglesia Católica chilena, Teletrece había mantenido una firme línea editorial cercana a la Pontificia Universidad Católica de Chile y al pensamiento de la Iglesia católica pese a los cambios políticos y administrativos que ha enfrentado.[cita requerida] Durante los años de la dictadura militar, Teletrece fue considerado por la teleaudiencia como el noticiario más confiable debido a que su línea editorial era probablemente más independiente que la de su competencia (el noticiario 60 minutos de TVN), a pesar que su sesgo político era similar comparado al fuerte sesgo de 60 minutos.[cita requerida]

## Informativos regionales
Estos informativos se emiten de lunes a viernes de 14:40 a 15:10 en Tele13 Tarde, y de lunes a jueves de 21:55 a 22:30 en Teletrece.
- Tele13 Tarde Valparaíso / Teletrece Valparaíso (Valparaíso)
- Tele13 Tarde Concepción / Teletrece Concepción (Concepción)

## Tema musical
Antes de 1972, Teletrece no tenía un tema musical de fondo para su presentación en el aire; apenas usaba un sonido de teletipo (como hacían los demás noticiarios en la época), y la voz en off que decía "Noticiero Teletrece, producido por el departamento de prensa del Canal 13" o "Canal 13 presenta: Noticiero Teletrece con...". A principios de 1972, usaron por primera vez un tema musical; fue una versión de Rose Garden (de Joe South) interpretada por la banda norteamericana Bakersfield California Brass. En 1976, usaron una versión de Classical Gas de Mason Williams. La presentación se usó contando los números 1 a 13 y terminaba con "TELE13". En junio de 1979, usaron por primera vez el tema que los televidentes chilenos asociaron a Teletrece desde entonces hasta 1991, un movimiento de Spirit, tema compuesto por Tom Merriman para varias emisoras locales en Estados Unidos, usando músicos de estudio, aunque combinado con Rose Garden, el tema utilizado desde 1972. En los años '80, antes de iniciar la presentación del noticiario se utilizaba una secuencia de un globo terráqueo con imágenes girando sobre él, con la música de fondo correspondiente al tema Land of the Gay Caballero de George Gershwin. En 1992 se introdujo una nueva música, titulada Global Plan y publicada por De Wolfe Music. Dicho tema musical se usó hasta junio de 1999, desde entonces se usó el mismo tema musical pero con distinto ritmo cuando hasta septiembre de 1999 se cambia por otro, inspirado en la cortina anterior el que tenía diversas versiones dependiendo de la edición y en agosto del 2000 se cambia nuevamente, basado en el anterior. Desde julio de 2002, Teletrece empezó a experimentar con varios temas musicales, hasta que en marzo del 2008 empezó a utilizar un movimiento de Newstime de 615 Music. Newstime, tuvo sus orígenes como un derivativo de un tema musical antiguo llamado Decade 90, por primera vez usado por KCAL-TV 9 de Los Ángeles, California, y fue utilizado como tema musical por primera vez en 2003 por KCBS-TV 2 de esa misma ciudad.

## Preservación de imágenes
No existen archivos completos del noticiario antes de 1975. Sin embargo, debido a la creciente piratería de video en los años 1980 y un incendio que destruyó una notable parte del archivo en 1983, el Canal 13 decidió adoptar una medida de preservación de archivos. Tal medida comenzó a adoptarse a inicios de 1984.[cita requerida]